# Sala de exhibición del Monumento Arqueológico de Willkawaín
La sala de exhibición del Monumento Arqueológico de Willkawaín es una pequeña muestra museística ubicada en el distrito de Independencia en Huaraz (Perú).
La sala expone los bienes culturales de cerámica del sitio arqueológico Willkawain. Además, mediante paneles informativos se explica la ocupación wari en el Callejón de Huaylas.